# 滨河街道 (唐河县)
滨河街道，是中华人民共和国河南省南阳市唐河县下辖的一个乡镇级行政单位。

## 行政区划
滨河街道下辖以下地区：
谢庄村、冯岗村和吕湾村。